# Lipoedeem

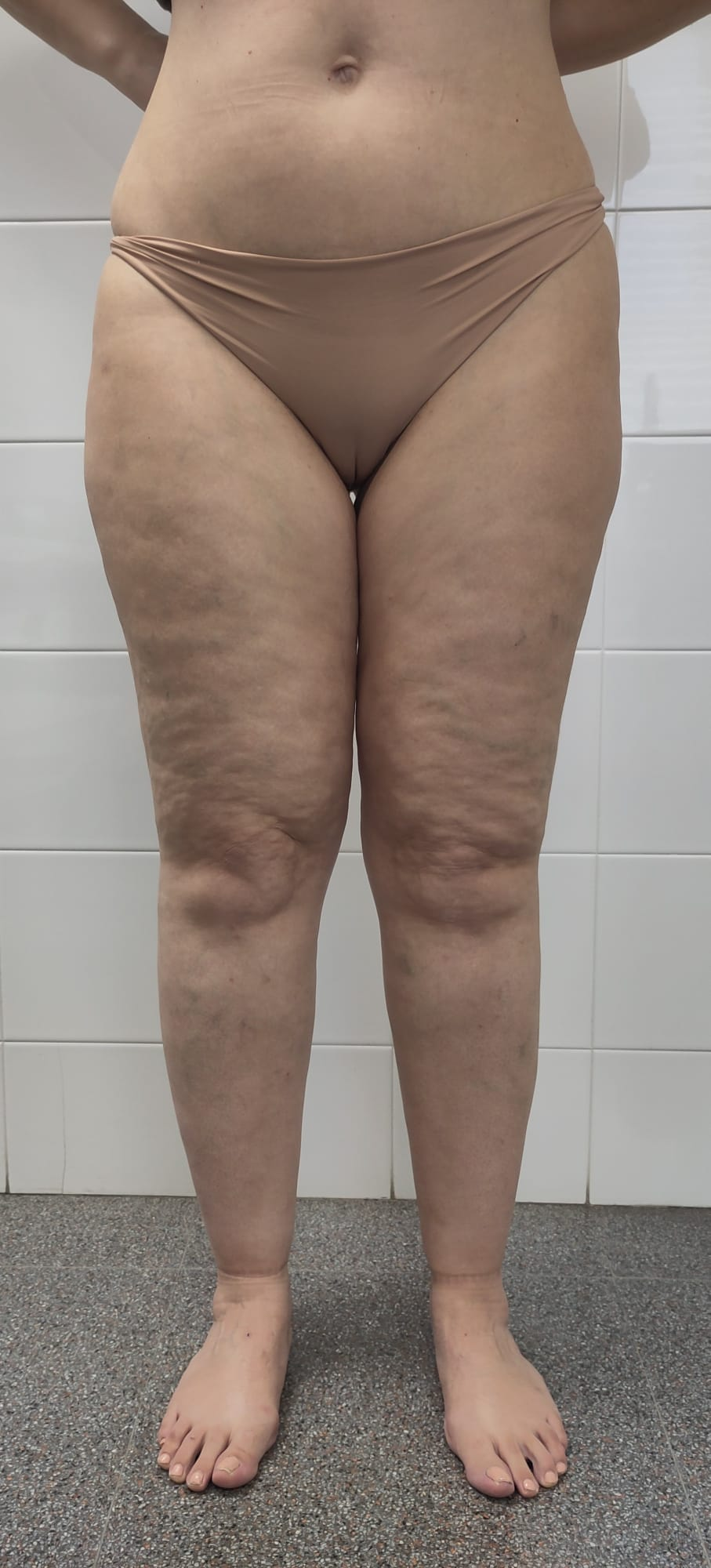

Lipoedeem of vetzwelling is een zeldzame chronische aandoening van het vetweefsel, die vrijwel alleen bij vrouwen voorkomt. Het is een erfelijke aandoening die voorkomt bij 1 op de 72.000 mensen; mogelijk is het aantal in werkelijkheid hoger.
Bij lipoedeem is er sprake van een zuivere vetophoping, wat pijnlijke klachten op kan leveren. In tegenstelling tot 'normaal' oedeem is lipoedeem niet wegdrukbaar omdat het niet door opgehoopt vocht veroorzaakt wordt . Het komt wel eens voor dat mensen zowel lipoedeem als vochtoedeem hebben. Veelal komt de aandoening voor in het ondergestel, ofwel in de heupen, bovenbenen en knieën. Maar ook de armen kunnen worden aangedaan. Kenmerkend is dat handen en voeten niet aangetast worden.
De oorzaak van lipoedeem is niet bekend. Wel staat vast dat erfelijke factoren een rol spelen bij de ontwikkeling van deze aandoening. Vaak begint of verergert lipoedeem bij een hormoonwisseling, bijvoorbeeld in de puberteit of na een zwangerschap of de menopauze.
Lipoedeem is een chronische, ongeneeslijke, veelal progressieve aandoening met soms aanzienlijke morbiditeit. In eerste instantie krijgen patiënten een disproportionele vettoename aan de benen, billen en/of armen. Diëten en lichaamsbeweging hebben slechts een zeer beperkte invloed. De benen kunnen gevoelig zijn en vertonen gemakkelijk blauwe plekken na relatief kleine traumata. Dit kan verergeren tot hevig ervaren pijn en verminderde mobiliteit, uiteindelijk leidend tot een beperking in activiteiten en verminderd participeren in de maatschappij. Bij patiënten met lipoedeem kunnen tevens verschijnselen van obesitas worden geconstateerd. Dieetmaatregelen hebben vooral invloed op de obesitascomponent, maar veel minder op de disproportionele vetverdeling bij het lipoedeem. Aangezien lipoedeem ook zonder obesitascomponent tot een verhoogde BMI leidt, wordt bij veel patiënten ten onrechte een relatie gelegd met een overmatige calorie-inname en obesitas. Naast fysieke klachten kan lipoedeem ook leiden tot psychosociale klachten. Deze worden veelal veroorzaakt doordat de aandoening niet wordt (h)erkend door de geconsulteerde professionals en doordat de adviezen van gewichtsvermindering en lichaamsbeweging niet tot een verbetering van de klachten leiden.